# Xenochelifer derhami
Xenochelifer derhami es una especie de arácnido del orden Pseudoscorpionida de la familia Cheliferidae. La otra especie perteneciente al género Xenochelifer es Xenochelifer davidi.

## Distribución geográfica
Se encuentra en California (Estados Unidos).